# Santuario della Madonna delle Grazie (Berceto)
Il santuario della Madonna delle Grazie è un luogo di culto cattolico dalle forme neoclassiche e neoromaniche, situato in via Evasio Colli 8 a Berceto, in provincia e diocesi di Parma; dipende dalla parrocchiale di San Moderanno di Berceto e fa parte della zona pastorale della Montagna.

## Storia
Il piccolo oratorio originario, dedicato a san Donnino, fu costruito nel XV secolo insieme a un ospizio per pellegrini, per volere degli abitanti di Berceto; gli edifici furono eretti all'esterno dell'antico borgo, lungo il tracciato della via Francigena.
Nella seconda metà del secolo il luogo di culto fu reintitolato alla beata Vergine delle Grazie in seguito alla traslazione al suo interno dell'immagine della Madonna delle Grazie, fino ad allora collocata nell'ospizio di Santa Maria della Cisa ormai abbandonato.
Nel 1533 le strutture furono acquisite dai frati eremitani di sant'Agostino, che trasformarono l'ospizio in convento.
Nel 1630, allo scopo di liberare il paese dalla terribile peste che flagellò l'Italia settentrionale, i bercetesi si impegnarono per l'avvenire, con un voto solenne alla Madonna delle Grazie, a celebrarla con una cerimonia civile e religiosa ogni anno il 2 luglio.
Nel 1763 l'antico altare maggiore fu sostituito, ad opera dello scultore Giovanni Baratta, con uno barocco in marmi policromi affiancato da una monumentale ancona, ove fu collocato l'altorilievo della Madonna delle Grazie.
Nel 1777 il monastero fu unito a quello di San Luca degli Eremitani di Parma per decreto del duca Ferdinando di Borbone.
Nel 1805 entrambi i conventi furono soppressi e confiscati per effetto dei decreti napoleonici; nel 1808 la struttura di Berceto fu acquistata dai fratelli Gianelli.
Nel 1834 don Giambattista Laurenti comprò l'intero complesso bercetese per donarlo al vescovo di Parma Vitale Loschi, con la clausola che venisse trasformato in seminario. Negli anni seguenti furono avviati i lavori di ristrutturazione, che riguardarono anche la chiesa: tra il 1939 e il 1940 il luogo di culto fu ampliato e adibito a cappella vescovile; tra il 1857 e il 1858 furono sostituite le capriate lignee di copertura con una volta a botte lunettata; nel 1862 fu costruita la nuova facciata neoromanica; nel 1874 gli interni furono decorati con un cornicione perimetrale.
Tra il 1886 e il 1887 fu edificato il campanile.
Il 9 settembre del 1890, con l'incoronazione della statua della Madonna delle Grazie da parte del vescovo di Parma Giovanni Andrea Miotti, la chiesa fu elevata al rango di santuario.
Nel 1891 il luogo di culto fu restaurato ridipingendo la navata e sovrapponendo l'ancona all'altare maggiore.
Nel 1895 la sagrestia fu trasformata in cappella laterale della chiesa.
Tra il 1939 e il 1940 gli interni del tempio furono interessati da altri interventi: innanzi tutto furono decorate con affreschi le volte di copertura dal pittore Gino Triglia, mentre in un secondo tempo furono rifatte le pavimentazioni, furono rivestiti pilastri e lesene con marmi, fu aggiunto uno zoccolo parietale e furono sostituiti gli altari laterali.
Nel 1988 la chiesa fu sottoposta a lavori di restauro e consolidamento strutturale, che interessarono la navata e il presbiterio; l'anno successivo furono aggiunte le vetrate policrome.

## Descrizione

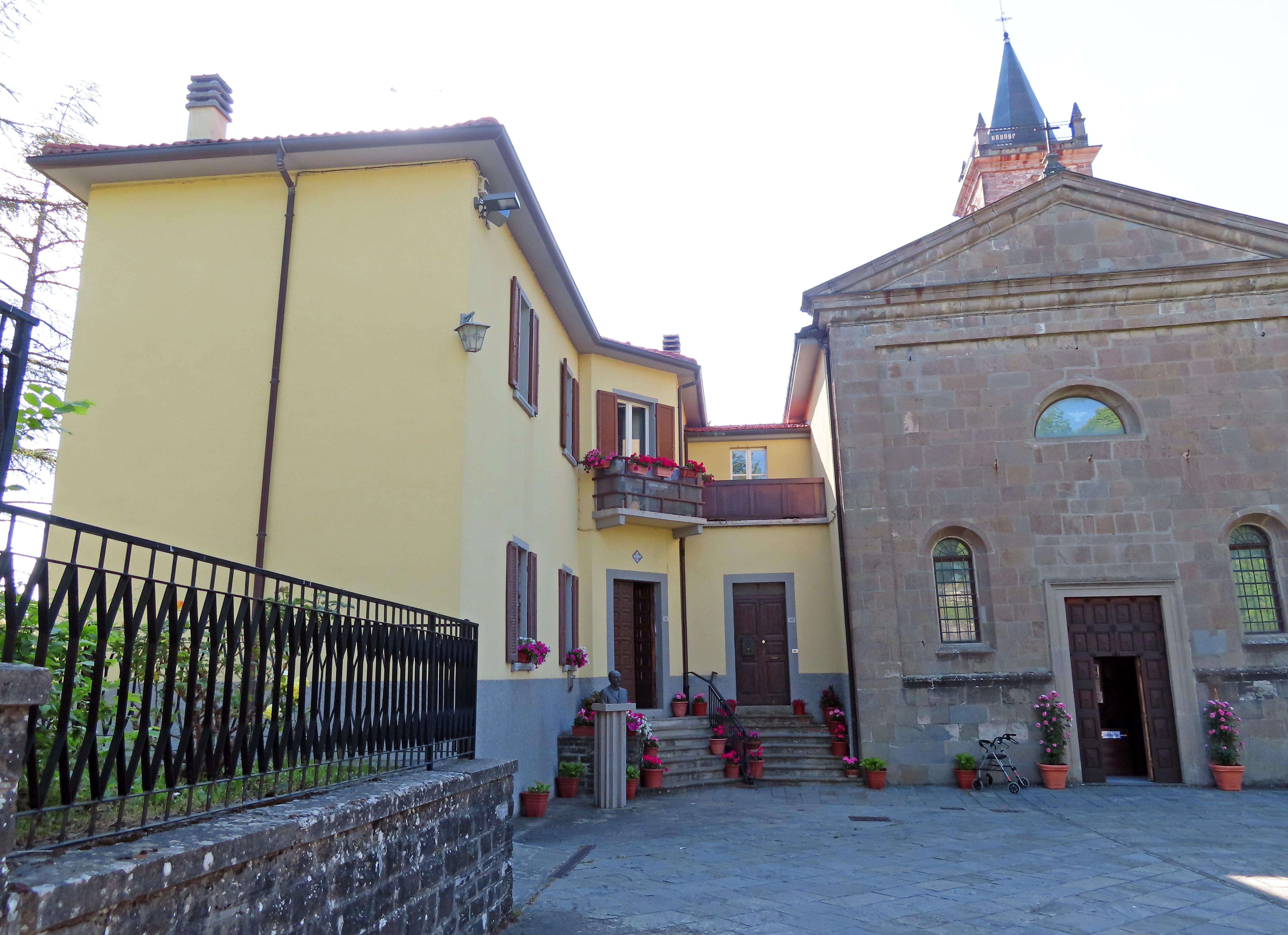
Facciata e ala sud

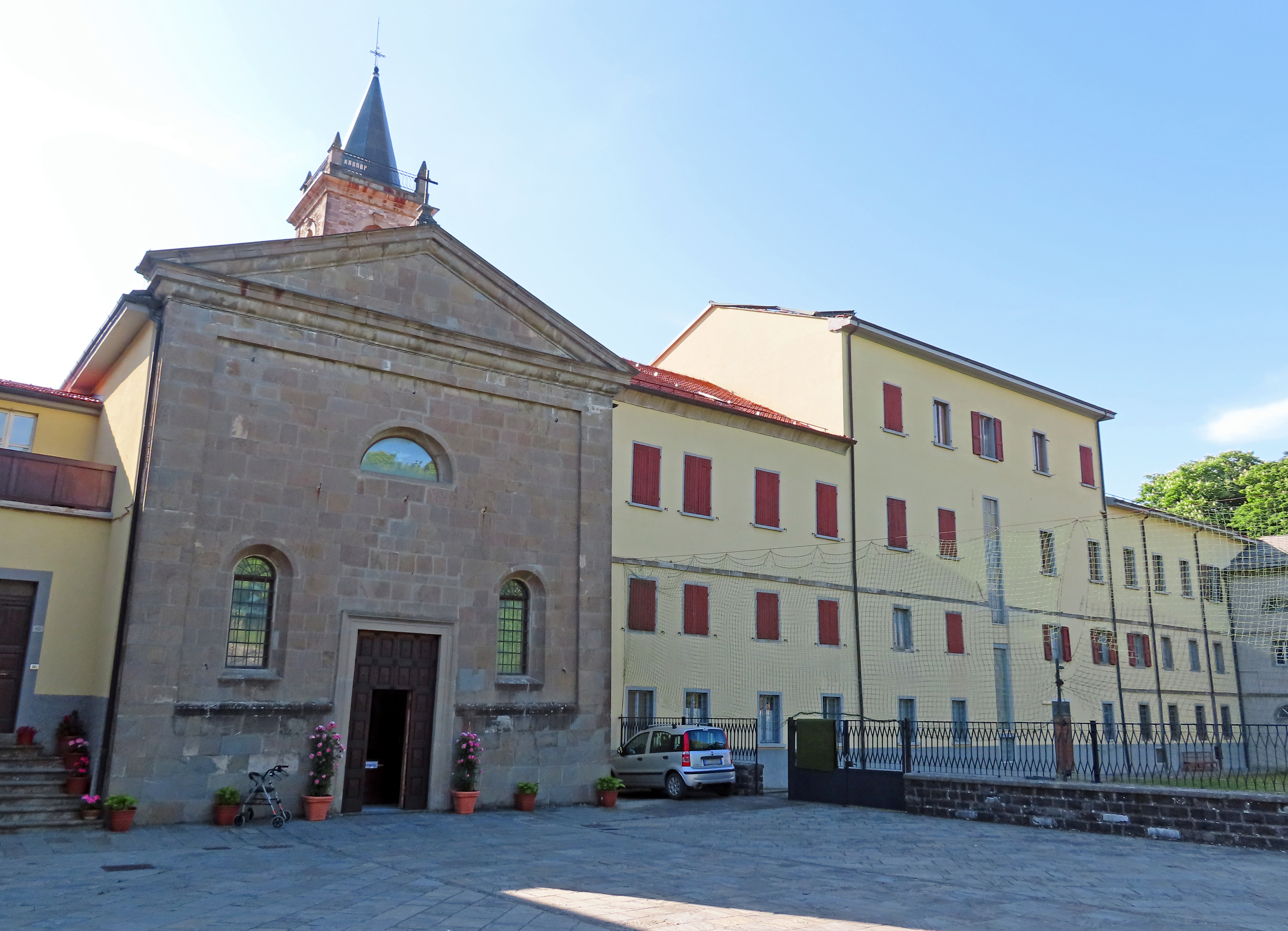
Facciata e seminario

La chiesa si sviluppa su un impianto a navata unica affiancata da una cappella sulla destra e due sulla sinistra, con ingresso a est e presbiterio absidato a ovest.
La simmetrica facciata a capanna, interamente rivestita in blocchi squadrati di arenaria, è delimitata alle estremità da due lesene elevate su un alto basamento; al centro è collocato l'ampio portale d'ingresso inquadrato da una cornice modanata; ai lati si aprono due monofore ad arco a tutto sesto strombate, mentre in sommità è posta nel mezzo una finestra a lunetta; a coronamento si staglia un frontone triangolare con cornice in aggetto.
Ai lati il luogo di culto è addossato all'ampia mole dell'ex seminario, adibito a ostello diocesano.
Sul retro si allunga l'abside a pianta poligonale; alla sua destra, semi-incastonato nel palazzo, si erge su tre ordini, decorati con specchiature con spigoli smussati, il campanile in pietra; la cella campanaria si affaccia sulle quattro fronti attraverso ampie monofore ad arco a tutto sesto; in sommità si eleva oltre il cornicione modanato una guglia a pianta ottagonale, tra quattro piccoli pinnacoli posti sugli spigoli.

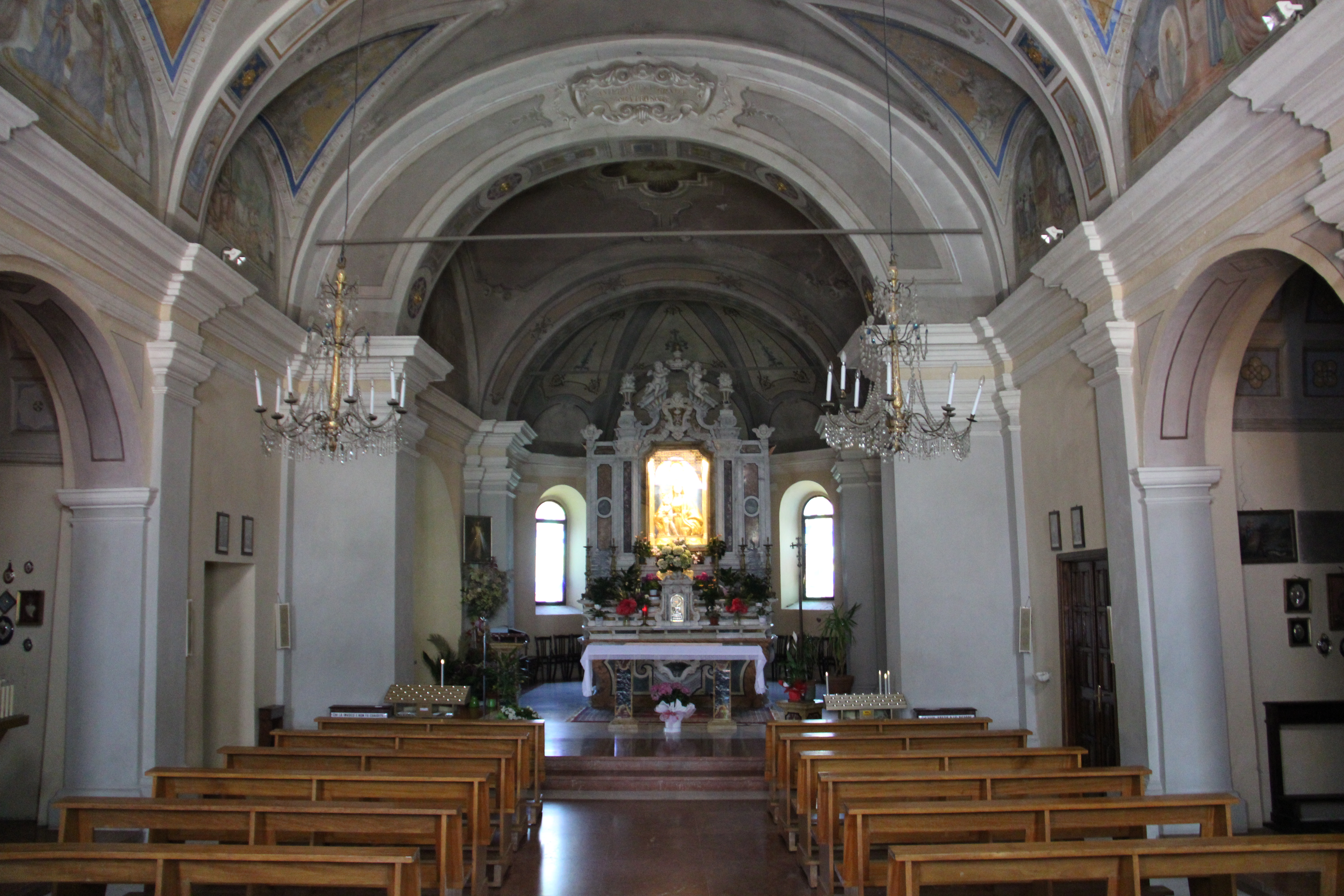
Navata

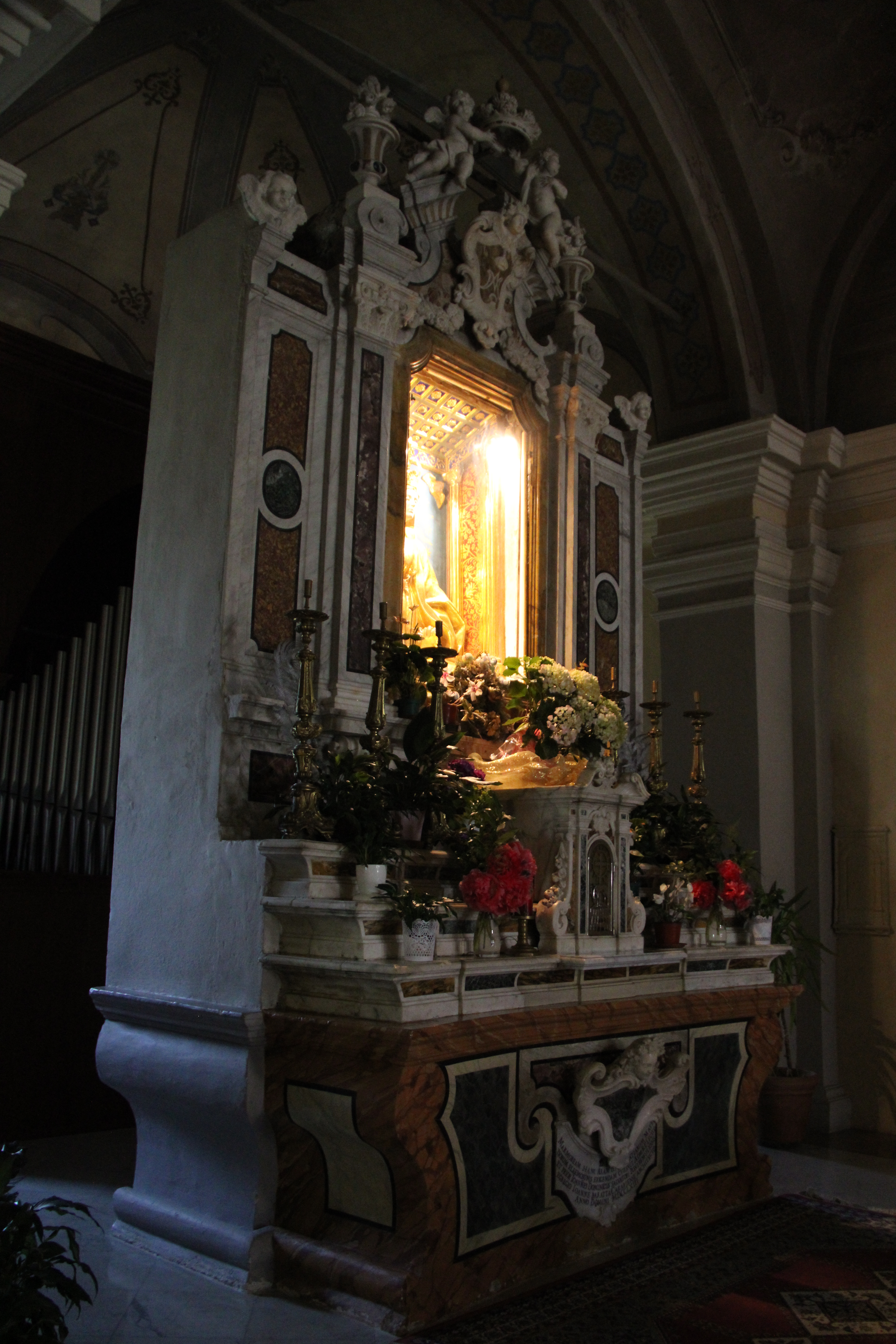
Altare maggiore

All'interno la navata è coperta da una volta a botte lunettata, decorata sulle lunette con affreschi raffiguranti alcuni Episodi della vita della Madonna realizzati da Gino Triglia nel 1939; ai lati, le prime due cappelle si affacciano simmetricamente attraverso ampie arcate a tutto sesto, delimitate da lesene marmoree coronate da capitelli dorici, a sostegno del cornicione perimetrale modanato; dal soffitto pendono due lampadari genovesi risalenti agli inizi del XIX secolo.
Il presbiterio, lievemente sopraelevato, è preceduto dall'arco trionfale a tutto sesto, retto da profonde paraste; l'ambiente, chiuso superiormente da una volta a vela dipinta, accoglie nel mezzo l'altare post-conciliare, realizzato tra il 1980 e il 1985 riutilizzando come base due dei pilastrini in marmi policromi dell'altare maggiore smembrato del duomo di Parma, ove era stato collocato nel 1812 in seguito alla soppressione dell'abbazia di Valserena; un terzo pilastrino costituisce la struttura dell'ambone.
Più indietro si erge l'altare maggiore barocco in marmi policromi, realizzato da Giovanni Baratta nel XVIII secolo; l'ancona monumentale, scandita da lesene coronate da capitelli corinzi e sormontata da un fastigio mistilineo su cui poggiano vasi e putti, conserva al centro l'antica e venerata immagine della Madonna delle Grazie in terracotta dorata. Alle sue spalle, a pavimento, si trova l'organo a canne, costruito dalla ditta Michelotto nel 2008; a trasmissione elettrica, dispone di 15 registri su due manuali e pedale.
Sulla sinistra si apre attraverso un'ampia arcata a tutto sesta una grande cappella, mentre sul fondo l'abside a pianta poligonale, illuminata da due monofore laterali ad arco a tutto sesto, è coperta dal catino a semicupola decorato con affreschi.

### Madonna delle Grazie
Secondo la tradizione, l'antico altorilievo in terracotta dorata raffigurante la Madonna delle Grazie, proveniente dall'ospizio di Santa Maria della Cisa abbandonato nel XV secolo, sarebbe comparso in epoca remota in una faggeta in prossimità del Passo, sul confine tra il Parmense e la Lunigiana.
La tradizione racconta che i contadini che lo trovarono, in parte bercetesi e in parte pontremolesi, si contesero a lungo il diritto di possesso della scultura; per dirimere la lite, aggiogarono un bue di Berceto e uno di Pontremoli e li lasciarono liberi, stabilendo che ove si fossero fermati sarebbe stato eretto un santuario. I buoi si diressero immediatamente verso Berceto e, raggiunto un luogo impervio a distanza di circa 1 km dal duomo, si bloccarono e non si vollero più muovere; in quel punto sorse quindi il primo luogo di culto dedicato alla Madonna.